# Leichtathletik-Weltmeisterschaften 1991/Marathon der Frauen

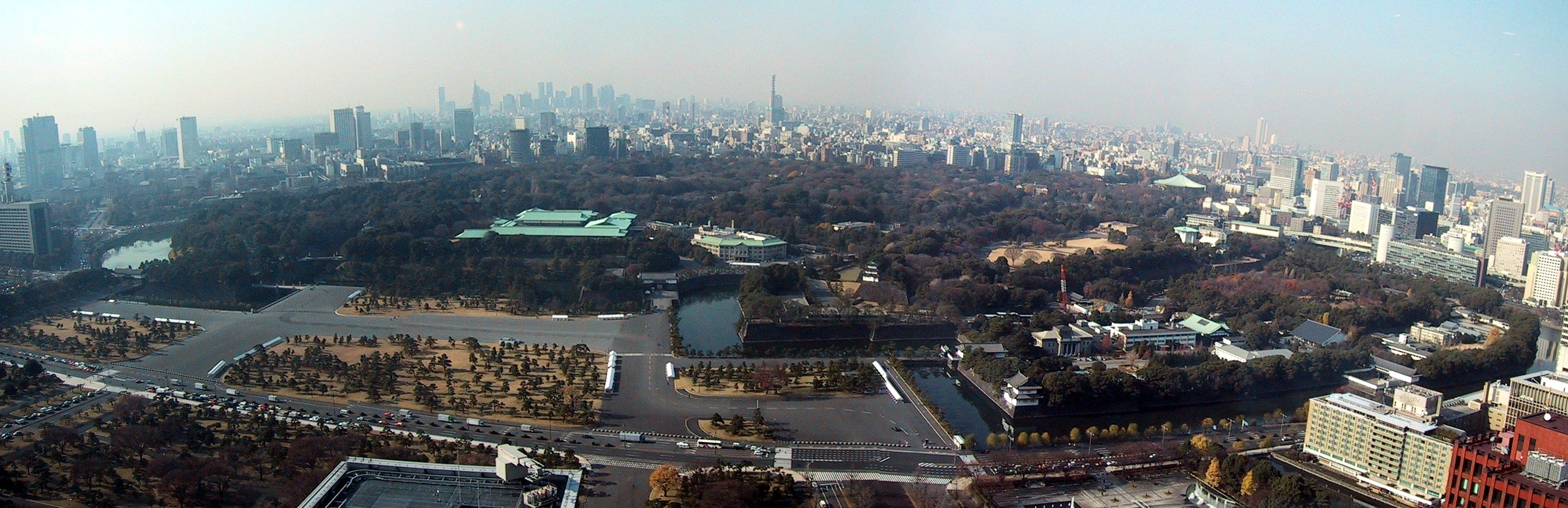
Panoramablick auf den Imperial Palace in Tokio

Der Marathonlauf der Frauen bei den Leichtathletik-Weltmeisterschaften 1991 wurde am 25. August 1991 in den Straßen der japanischen Hauptstadt Tokio ausgetragen.
Weltmeisterin wurde die Polin Wanda Panfil. Sie gewann vor der Japanerin Sachiko Yamashita. Bronze ging an die Deutsche Katrin Dörre, die drei Jahre zuvor – damals noch für die DDR startend – Olympiabronze gewonnen hatte.

## Bestehende Rekorde / Bestleistungen
| Weltbestleistung         | 2:21:06 h | Ingrid Kristiansen | London-Marathon, Großbritannien | 21. April 1985  |
| Weltmeisterschaftsrekord | 2:25:17 h | Rosa Mota          | WM 1987 in Rom                  | 29. August 1987 |

Anmerkung:
Rekorde wurden damals im Marathonlauf und Straßengehen wegen der unterschiedlichen Streckenbeschaffenheiten mit Ausnahme von Meisterschaftsrekorden nicht geführt.
Der bestehende WM-Rekord wurde bei diesen Weltmeisterschaften nicht eingestellt und nicht verbessert.

## Ergebnis

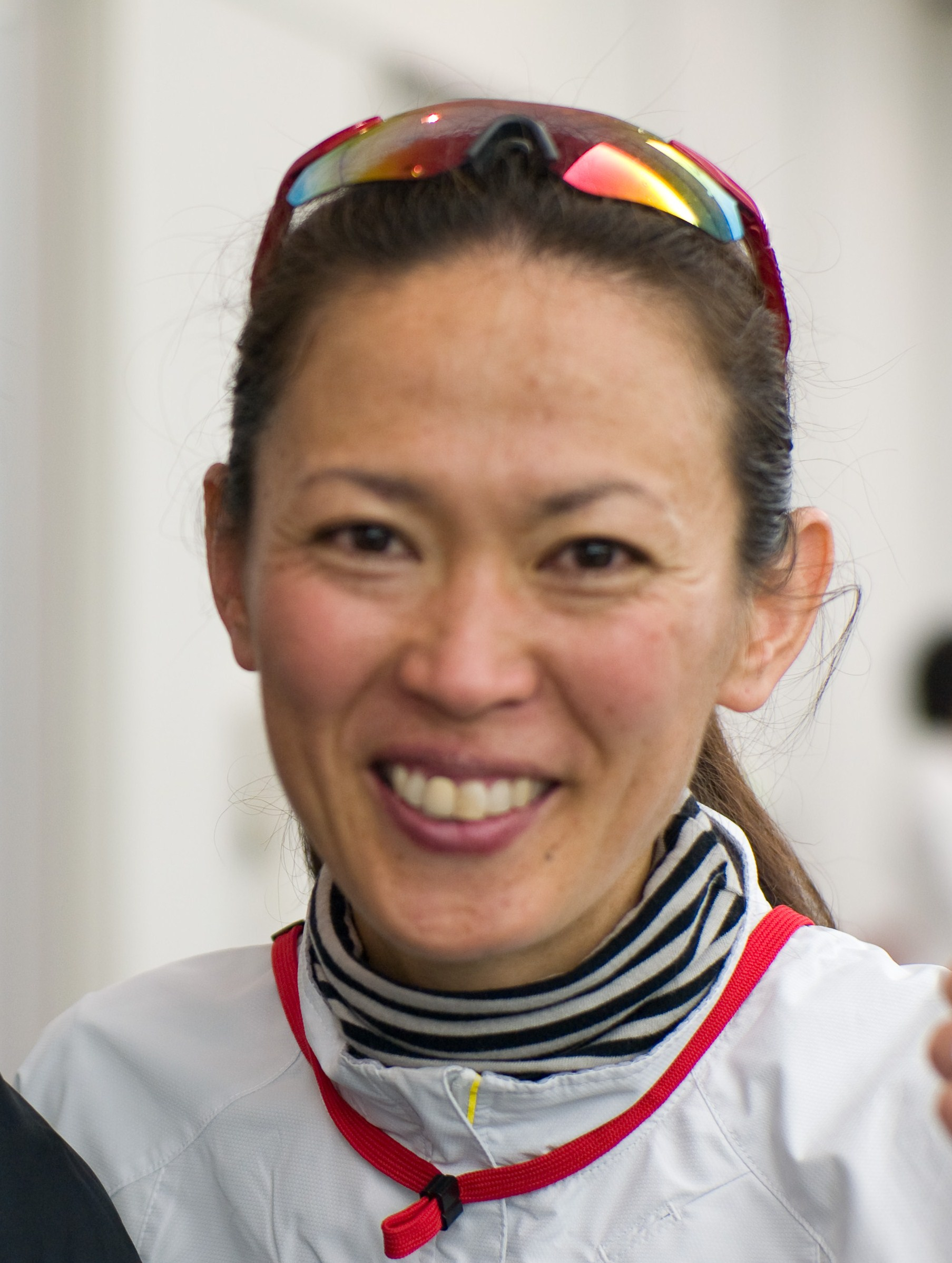
Yuko Arimori belegte den vierten Platz

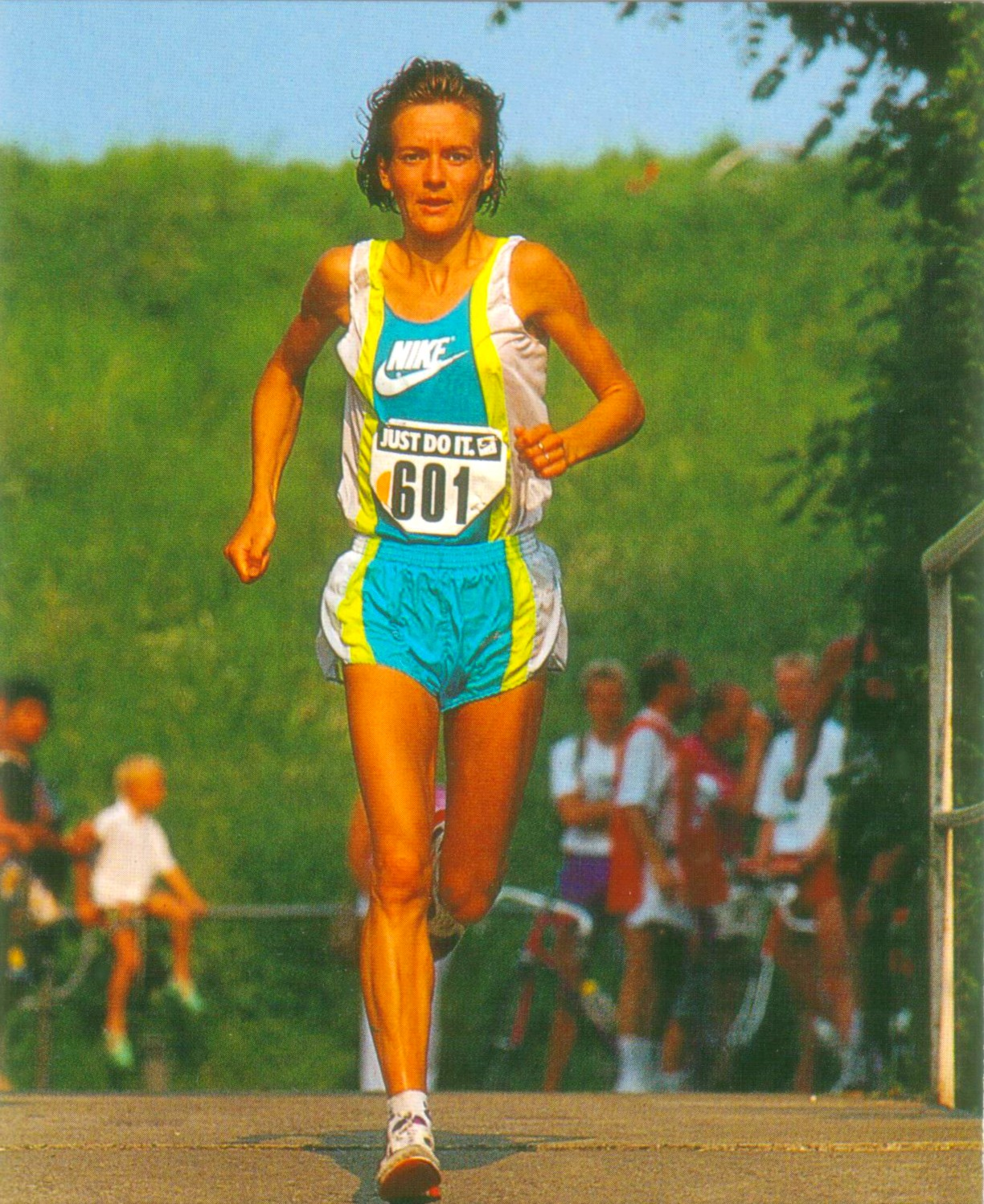
Joke Kleijweg erreichte nicht das Ziel

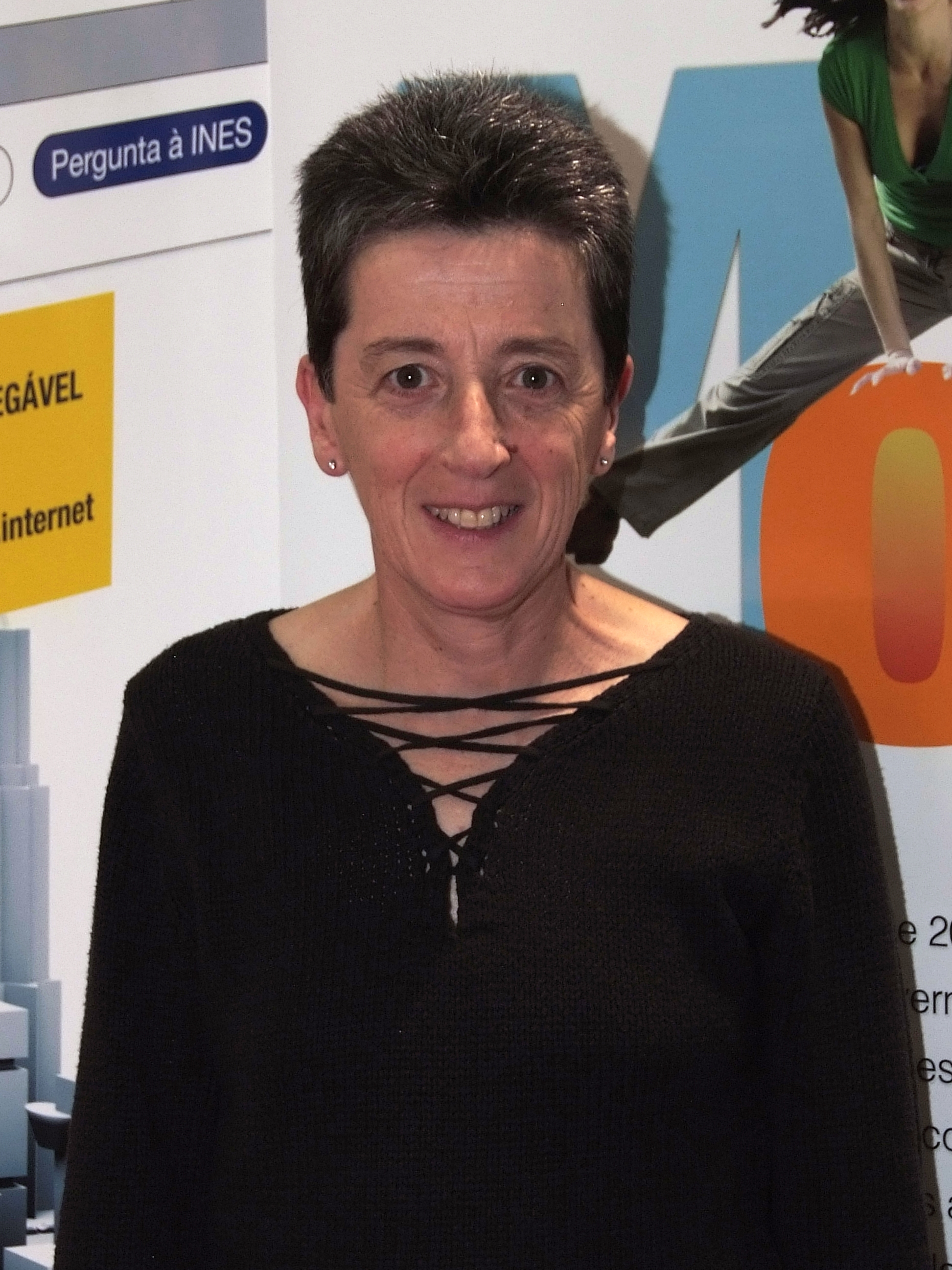
Die Olympiasiegerin von 1988, Olympiadritte von 1984 und dreifache Europameisterin (1982/1986/1990) Rosa Mota (Foto: 2012) kam diesmal nicht ins Ziel

25. August 1991, 7:00 Uhr
| Platz | Athletin              | Land                    | Zeit (h) |
| ----- | --------------------- | ----------------------- | -------- |
|       | Wanda Panfil          | Polen                   | 2:29:53  |
|       | Sachiko Yamashita     | Japan                   | 2:29:57  |
|       | Katrin Dörre          | Deutschland             | 2:30:10  |
| 04    | Yuko Arimori          | Japan                   | 2:31:08  |
| 05    | Maria Rebelo          | Frankreich              | 2:32:05  |
| 06    | Kamila Gradus         | Polen                   | 2:32:09  |
| 07    | Maria Manuela Machado | Portugal                | 2:32:33  |
| 08    | Ramilja Burangulowa   | Sowjetunion             | 2:33:00  |
| 09    | Iris Biba             | Deutschland             | 2:33:48  |
| 10    | Sally Ellis           | Großbritannien          | 2:35:09  |
| 11    | Sally Eastall         | Großbritannien          | 2:36:16  |
| 12    | Kumi Araki            | Japan                   | 2:38:27  |
| 13    | Joy Smith             | USA                     | 2:39:16  |
| 14    | Maria Trujillo        | USA                     | 2:39:28  |
| 15    | Fabiola Rueda         | Kolumbien               | 2:41:51  |
| 16    | Sissel Grottenberg    | Norwegen                | 2:43:11  |
| 17    | Franziska Moser       | Schweiz                 | 2:44:07  |
| 18    | Pascaline Wangui      | Kenia                   | 2:45:22  |
| 19    | Ena Guevara           | Peru                    | 2:48:53  |
| 20    | Françoise Bonnet      | Frankreich              | 2:48:57  |
| 21    | Cornelia Melis        | Aruba                   | 2:58:18  |
| 22    | Yi-Lo Man             | Hongkong                | 2:59:39  |
| 23    | Gina Coello           | Honduras                | 2:59:54  |
| 24    | Graciela Caizabanda   | Ecuador                 | 3:00:03  |
| DNF   | Chen Qingmei          | Volksrepublik China     |          |
| DNF   | Aurora Cunha          | Portugal                |          |
| DNF   | Joke Kleijweg         | Niederlande             |          |
| DNF   | Veronique Marot       | Großbritannien          |          |
| DNF   | Ľudmila Melicherová   | Tschechoslowakei        |          |
| DNF   | Rosa Mota             | Portugal                |          |
| DNF   | Márcia Narloch        | Brasilien               |          |
| DNF   | Dorthe Rasmussen      | Dänemark                |          |
| DNF   | Anna Villani          | Italien                 |          |
| DNF   | Tatyana Zuyeva        | Sowjetunion             |          |
| DNF   | Laura Fogli           | Italien                 |          |
| DNF   | Walentina Jegorowa    | Sowjetunion             |          |
| DNF   | Gordon Bloch          | USA                     |          |
| DNF   | Isabel Canto          | Guatemala               |          |
| DNF   | Sandra Natal          | Dominikanische Republik |          |

## Videolinks
- 3288 World Track & Field 1991 Marathon Women Part 1 auf youtube.com, abgerufen am 30. April 2020
- 3289 World Track & Field 1991 Marathon Women Part 2 auf youtube.com, abgerufen am 30. April 2020
- 3290 World Track & Field 1991 Marathon Women Part 3 auf youtube.com, abgerufen am 30. April 2020